# Підводні човни типу «Аргонот»
| Підводні човни типу «Аргонот»                                               | Підводні човни типу «Аргонот»                                     | Підводні човни типу «Аргонот»                                     |
| --------------------------------------------------------------------------- | ----------------------------------------------------------------- | ----------------------------------------------------------------- |
| Classe Argonaute (sous-marin)                                               |                                                                   |                                                                   |
|                                                                             |                                                                   |                                                                   |
| Схематичне зображення французького підводного човна типу «Аргонот»          |                                                                   |                                                                   |
| Верф                                                                        | Chantiers Schneider et Cie у Шалон-сюр-Сон                        | Chantiers Schneider et Cie у Шалон-сюр-Сон                        |
| Під прапором                                                                | Франція · Режим Віші · Вільна Франція                             | Франція · Режим Віші · Вільна Франція                             |
| Належність                                                                  | Військово-морські сили Франції · Режим Віші · ВМС Вільної Франції | Військово-морські сили Франції · Режим Віші · ВМС Вільної Франції |
| На честь                                                                    | Аргонавта                                                         | Аргонавта                                                         |
| Замовлення                                                                  | 5                                                                 | 5                                                                 |
| Закладений                                                                  | 5                                                                 | 5                                                                 |
| Спуск на воду                                                               | 5                                                                 | 5                                                                 |
| Введений до складу флоту                                                    | 5                                                                 | 5                                                                 |
| Виведений зі складу флоту                                                   | 4                                                                 | 4                                                                 |
| На службі                                                                   | 1932 —1946                                                        | 1932 —1946                                                        |
| Загибель                                                                    | 1                                                                 | 1                                                                 |
| Бойовий досвід                                                              | Друга світова війна                                               | Друга світова війна                                               |
| Проєкт                                                                      |                                                                   |                                                                   |
| Тип ПЧ                                                                      | прибережні дизель-електричні підводні човни                       | прибережні дизель-електричні підводні човни                       |
| Попередній проєкт                                                           | типу «Діан»                                                       | типу «Діан»                                                       |
| Наступний проєкт                                                            | типу «Оріон»                                                      | типу «Оріон»                                                      |
| Основні характеристики                                                      |                                                                   |                                                                   |
| Швидкість (надводна)                                                        | 17,5 вузлів (32,4 км/год)                                         | 17,5 вузлів (32,4 км/год)                                         |
| Швидкість (підводна)                                                        | 9 вузлів (16,7 км/год)                                            | 9 вузлів (16,7 км/год)                                            |
| Робоча глибина занурення                                                    | 75 м                                                              | 75 м                                                              |
| Гранична глибина занурення                                                  | 80 м                                                              | 80 м                                                              |
| Екіпаж                                                                      | 41 офіцер та матрос                                               | 41 офіцер та матрос                                               |
| Розміри                                                                     |                                                                   |                                                                   |
| Довжина найбільша (по КВЛ)                                                  | 63 м                                                              | 63 м                                                              |
| Ширина корпусу найб.                                                        | 6,4 м                                                             | 6,4 м                                                             |
| Середня осадка (по КВЛ)                                                     | 4,2 м                                                             | 4,2 м                                                             |
| Водотоннажність надводна                                                    | 630 тонн                                                          | 630 тонн                                                          |
| Водотоннажність підводна                                                    | 798 тонн                                                          | 798 тонн                                                          |
| Силова установка                                                            |                                                                   |                                                                   |
| Дизель-електрична: 2 × дизельних двигуни Schneider-Carel 2 × електродвигуни |                                                                   |                                                                   |
| Гвинти                                                                      | 2                                                                 | 2                                                                 |
| Потужність                                                                  | 1300 к.с. (дизелі) 1000 к. с. (електродвигуни)                    | 1300 к.с. (дизелі) 1000 к. с. (електродвигуни)                    |
| Озброєння                                                                   |                                                                   |                                                                   |
| Артилерія                                                                   | 1 × 76-мм гармата                                                 | 1 × 76-мм гармата                                                 |
| Торпедно- мінне озброєння                                                   | 6 × 550-мм торпедних апаратів 2 × 400-мм ТА 13 торпед             | 6 × 550-мм торпедних апаратів 2 × 400-мм ТА 13 торпед             |
| ППО                                                                         | 1 × 13,2-мм зенітний кулемет M1929                                | 1 × 13,2-мм зенітний кулемет M1929                                |

Підводні човни типу «Аргонот» (фр. Classe Argonaute (sous-marin) — тип французьких прибережних підводних човнів 600 серії, побудованих французькою суднобудівельною компанією Chantiers Schneider et Cie у Шалон-сюр-Соні з 1928 по 1935 рік. Загалом побудовано 5 підводних човнів цього типу.

## Список підводних човнів «Аргонот»
П'ять підводних човнів типу «Аргонот» будувалися компанією Chantiers Schneider et Cie у Шалон-сюр-Сон між 1928 до 1935 роками.
| Човен        | Закладка       | Спущений       | Введений до строю | Виведений | Прим.                                                                                        |
| ------------ | -------------- | -------------- | ----------------- | --------- | -------------------------------------------------------------------------------------------- |
| «Аргонот»    | 19 грудня 1927 | 23 травня 1929 | 1 червня 1932     | 1942      | 8 листопада 1942 року потоплений поблизу Орана британськими есмінцями «Акейтіз» і «Весткотт» |
| «Аретуз»     | 14 квітня 1927 | 6 січня 1928   | 14 липня 1933     | 1944      | У 1944 році виведений зі складу флоту, у березні 1946 року проданий на металобрухт           |
| «Аталанте»   | 17 серпня 1928 | 5 серпня 1930  | 18 вересня 1934   | 1944      | У 1944 році виведений зі складу флоту, у березні 1946 року проданий на металобрухт           |
| «Ла Вестале» | 30 січня 1931  | 22 травня 1932 | 18 вересня 1934   | 1944      | У 1944 році виведений зі складу флоту, у березні 1946 року проданий на брухт                 |
| «Султан»     | 3 лютого 1931  | 4 серпня 1932  | 20 травня 1935    | 1944      | У 1944 році виведений зі складу флоту, 27 грудня 1946 року проданий на брухт                 |